# Virgini Capitó
Virgini Capitó (llatí: Verginius Capito) va ser un cavaller romà del segle i. Probablement formava part de la gens Virgínia.
Durant la guerra entre Vitel·li i Vespasià l'any 69 va enviar un esclau a Vitel·li el Jove, germà de l'emperador, al que va prometre rendir la fortalesa de Terracina. Quan Vespasià va guanyar la guerra, l'esclau va ser penjat per haver participat en la traïció.